# Thomas Carew

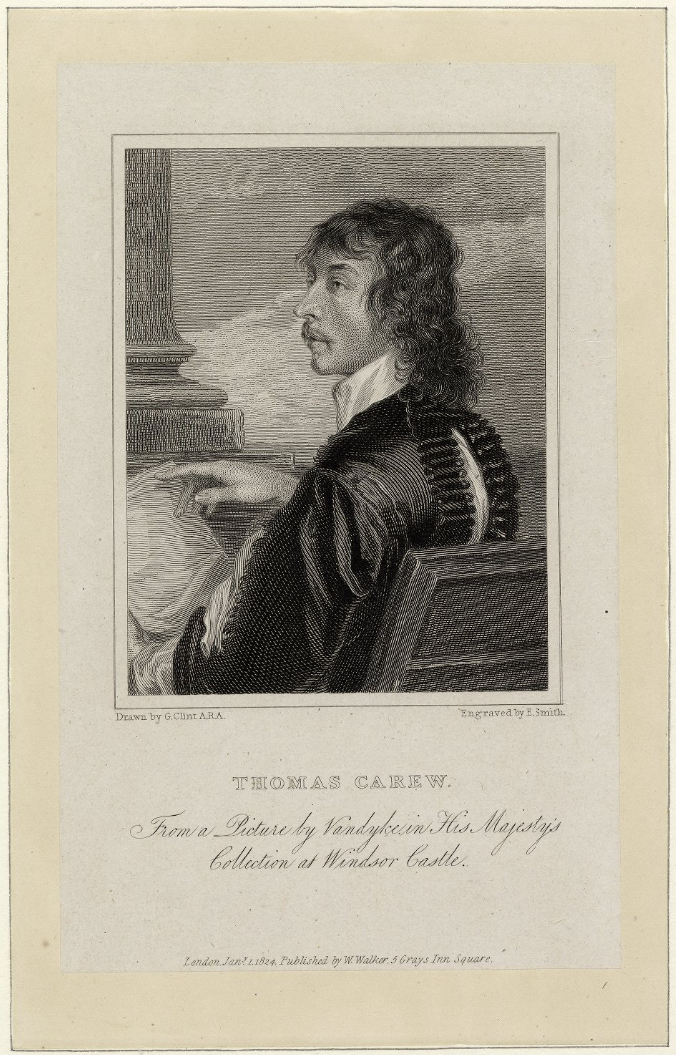
Thomas Carew, tekening naar een schilderij van Antoon van Dyck

Thomas Carew (West Wickham, Kent, 1594 of 1595 – 22 maart 1640) was een Engels dichter die wordt gerekend tot de Cavalier poets, naast dichters als John Suckling en Richard Lovelace.
Als zoon van Matthew Carew, 'master in chancery', verkeerde hij in een bevoorrechte positie. Hij studeerde aan het Merton College van de Universiteit van Oxford, waar hij in 1611 afstudeerde. Vervolgens begon hij in 1612 een rechtenstudie aan de Middle Temple in Londen. Zijn vader raakte echter in moeilijkheden en in 1613 werd Carew secretaris van Dudley Carleton, de 1e burggraaf van Dorchester, die ambassadeur werd voor Venetië en later voor de Nederlanden. Hij werd ontslagen wegens lichtzinnigheid en smaad en kon daarop moeilijk een nieuwe betrekking vinden. De drie daaropvolgende jaren bracht hij door in Londen zonder noemenswaardige activiteit. 
In augustus 1618 overleed zijn vader en trad Carew in dienst van Herbert of Cherbury tijdens diens ambassadeurschap in Frankrijk. In deze periode wist hij zich goed te ontwikkelen als dichter en scherpzinnig mens en een positie te verwerven aan het koninklijk hof.
Het werk van Thomas Carew werd niet tijdens zijn leven gepubliceerd. Een in 1640 verschenen verzameling is incompleet. Zijn vroege liefdesgedichten worden als zijn beste werk geclassificeerd, met name zijn gedicht The Rapture.